# Schendylops peruanus
Schendylops peruanus är en mångfotingart som först beskrevs av Frank Archibald Sinclair Turk 1955.  Schendylops peruanus ingår i släktet Schendylops och familjen småjordkrypare.
Artens utbredningsområde är Peru. Inga underarter finns listade i Catalogue of Life.